# 220 aC
El 220 aC va ser un any del calendari romà prejulià. Durant la República i l'Imperi Romà, era conegut com a any del consolat de Filó i Catul (o també any 534 ab urbe condita). L'ús del nom «220 aC» per referir-se a aquest any es remunta a l'alta edat mitjana, quan el sistema Anno Domini va ser el mètode de numeració dels anys més comú a Europa.

## Esdeveniments

### Imperi Selèucida
- Antíoc III, rei selèucida, sotmet les satrapies de Mèdia i Pèrsia que s'havien revoltat. Moló i el seu germà Alexandre són vençuts i se suïciden. Antíoc fa matar Hèrmies de Cària per la seva ineficàcia militar i per haver encapçalat una conspiració contra ell.[2]
- Artabazanes, rei d'Atropatene, és atacat per Antíoc III, quan aquest ja havia acabat amb la insurrecció de Moló en una demostració per intimidar els reis veïns. Conclou un tractat de pau avantatjós pel rei selèucida.[3]

### Antiga Grècia
- Filip V de Macedònia presideix una assemblea de la Lliga Aquea a Corint que declara la guerra a la Lliga Etòlia. Entren a l'aliança Beòcia, la Fòcida, l'Epir, Acarnània i Messènia. Esparta i Tègea donen suport a Etòlia. Inici de la Guerra Social (220 aC-217 aC).[4]

### Il·líria
- Inici de la Segona Guerra Il·lírica (220 aC-219 aC), una lluita que enfronta Demetri de Faros i Luci Emili Paulus. Demetri de Faros, que havia accedit al poder després de la Primera Guerra Il·lírica, va construir una nova flota sense coneixement dels romans. Amb 90 naus, Demetri surt de Lissus, violant el tractat amb Roma i iniciant la guerra.[5]

### Antiga Roma
- Aquest any són elegits cònsols Luci Veturi Filó i Gai Lutaci Catul el Jove.[6]
- Els dos cònsols avancen cap als Alps i sotmeten molts pobles i ciutats sense lluita, però els detalls de l'expedició no es coneixen.[6]
- Gai Flamini, que aquest any és censor, construeix la via Flamínia, que portava de Roma a Ariminium. És la via principal que es dirigeix al nord d'Itàlia. Tovant a la via funda la ciutat de Forum Flaminii.[7][8]

## Necrològiques
- Moló, sàtrapa de Mèdia que amb el seu germà Alexandre de Persis s'havia rebel·lat contra Antíoc III, rei selèucida. El rei va vèncer els dos germans, i abans de caure en mans de l'enemic es van suïcidar.[9]